# Melle, Belgien
Om andra betydelser, se Melle
Melle är en kommun i Belgien.   Den ligger i provinsen Östflandern och regionen Flandern, i den centrala delen av landet, 40 km väster om huvudstaden Bryssel. Antalet invånare är 10 810.
Omgivningarna runt Melle är en mosaik av jordbruksmark och naturlig växtlighet. Runt Melle är det tätbefolkat, med 356 invånare per kvadratkilometer.